# 한국컬링선수권대회
한국 컬링 선수권 대회는 대한민국에서 매년 개최되는 컬링 경기이다. 대한컬링경기연맹에서 주최∙주관하며 남자부 경기와 여자부 경기로 구성되어 있다. 이 경기는 현재 국가대표선발전의 역할을 겸하여, 우승팀이 대한민국 국가대표로 선정된다.
대한컬링연맹이 인준한 경기들에서의 성적에 점수를 부여하여 상위팀에게 참가자격을 부여한다.
2014년 규정에 따르면 남∙여 각각 일반부 상위 4팀, 고등부 상위 3팀에게 참가자격을 부여하고, 일반부 5~6위와 고등부 4~5위 4팀은 예션을 통해 한 팀에게 참가자격을 부여한다. (남∙여 각각 8팀)

## 역사
대한컬링경기연맹이 창립된 이래로 2008년까지 전국 컬링 대회라는 명칭으로 매년 4월에 개최되었으나, 2009년부터 한국컬링선수권대회로 대회 명칭을 변경하여 개최되었다. 대대로 국가대표를 선정하는 역할을 담당해왔다. 2012년부터 KB금융그룹이 한국컬링선수권대회 메인스폰서로 참여하고 있다.

## 남자부 대회 결과
| 2011 | 의정부, 경기도 | 의정부실내빙상장 | 경북체육회 | 4-7 7-3 10–5 | 경기도컬링 | 충북컬링 강원도청 | –    |                  |
| 2012 | 의정부, 경기도 | 의정부실내빙상장 | 경북체육회 | 5–2          | 경기도컬링 | 숭실대학교+       | 5–4  |                  |
| 2013 | 춘천, 강원도   | 의암실내빙상장   | 강원도청   | –            |            |                   | –    |                  |
| 2014 | 전주, 전라북도 | 화산실내빙상장   | 강원도청   | 5–4          | 경북체육회 | 서울체육고등학교  | 14–4 | 전북컬링경기연맹 |
| 2015 | 인천, 경기도   | 선학국제빙상장   | 강원도청   | 6–2          | 경기도     | 경북체육회        | 6–5  | 서울컬링         |

## 여자부 대회 결과
| 2011 | 인천, 경기도   | 선학국제빙상장   | 경기도체육회 | 9-2 7-5 | 전북도청   | 성신여대 경북체육회 | –    |              |
| 2012 | 의정부, 경기도 | 의정부실내빙상장 | 경북체육회   | 6–4     | 성신컬링   | 경기도체육회+       | 7–3  |              |
| 2013 | 춘천, 강원도   | 의암실내빙상장   | 경기도청     | –       |            |                     | –    |              |
| 2014 | 전주, 전라북도 | 화산실내빙상장   | 경북체육회   | 6–2     | 숭실대학교 | 전북컬링경기연맹    | 4–3  | 송현고등학교 |
| 2015 | 의성, 경상북도 | 의성컬링센터     | 경기도청     | 11–5    | 숭실대학교 | 경북체육회          | 10–4 | 전북컬링     |

## 같이 보기
- 한국주니어컬링선수권대회